# Scott Tucker (Rennfahrer)

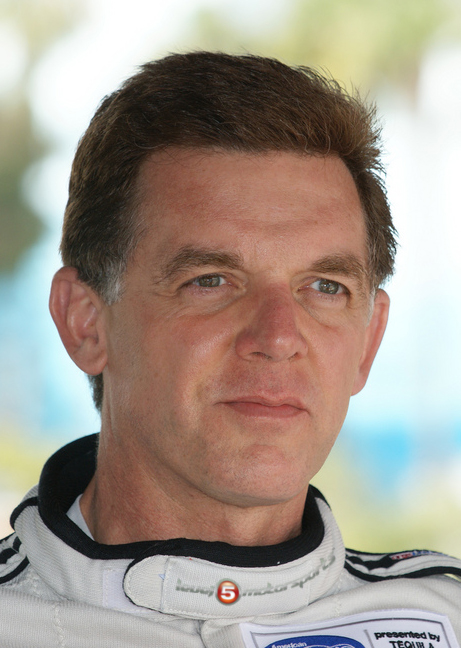
Scott Tucker 2010

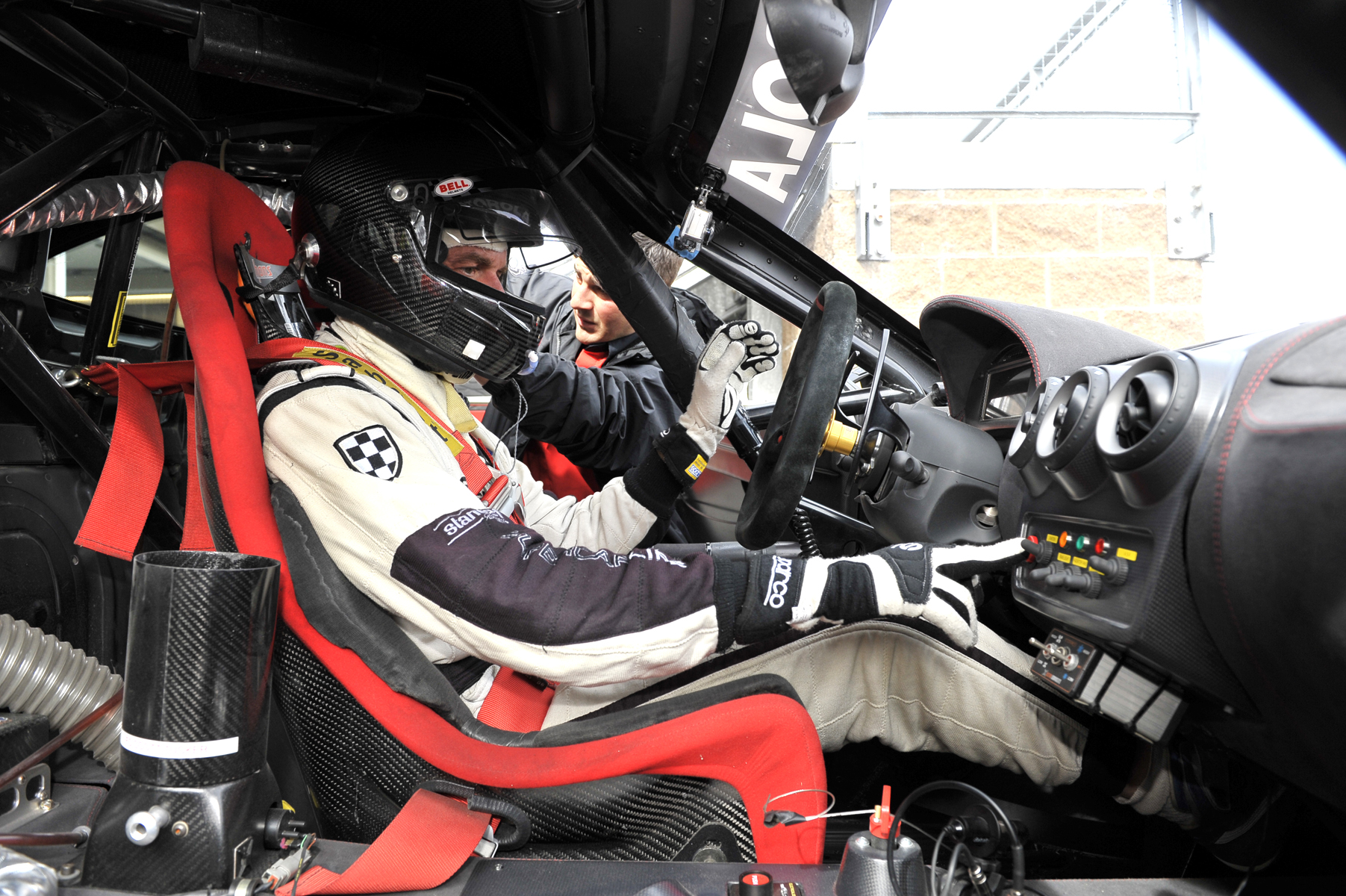
Scott Tucker im Ferrari F430 Challenge, vor dem Start zum Ferrari-Challenge-Wertungslauf im Miller Motorsports Park 2010

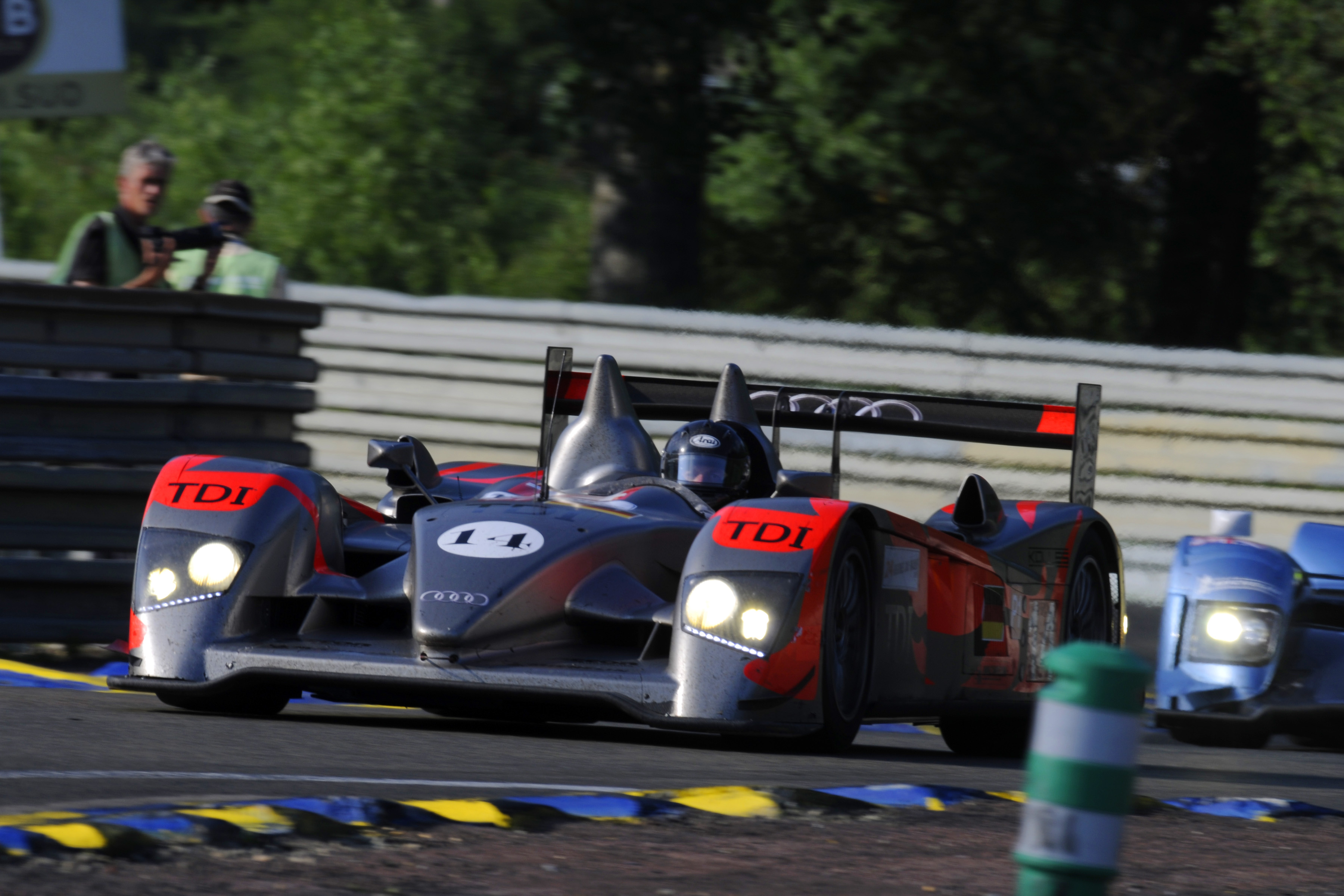
Scott Tucker im Audi R10 TDI 2010 in Le Mans...

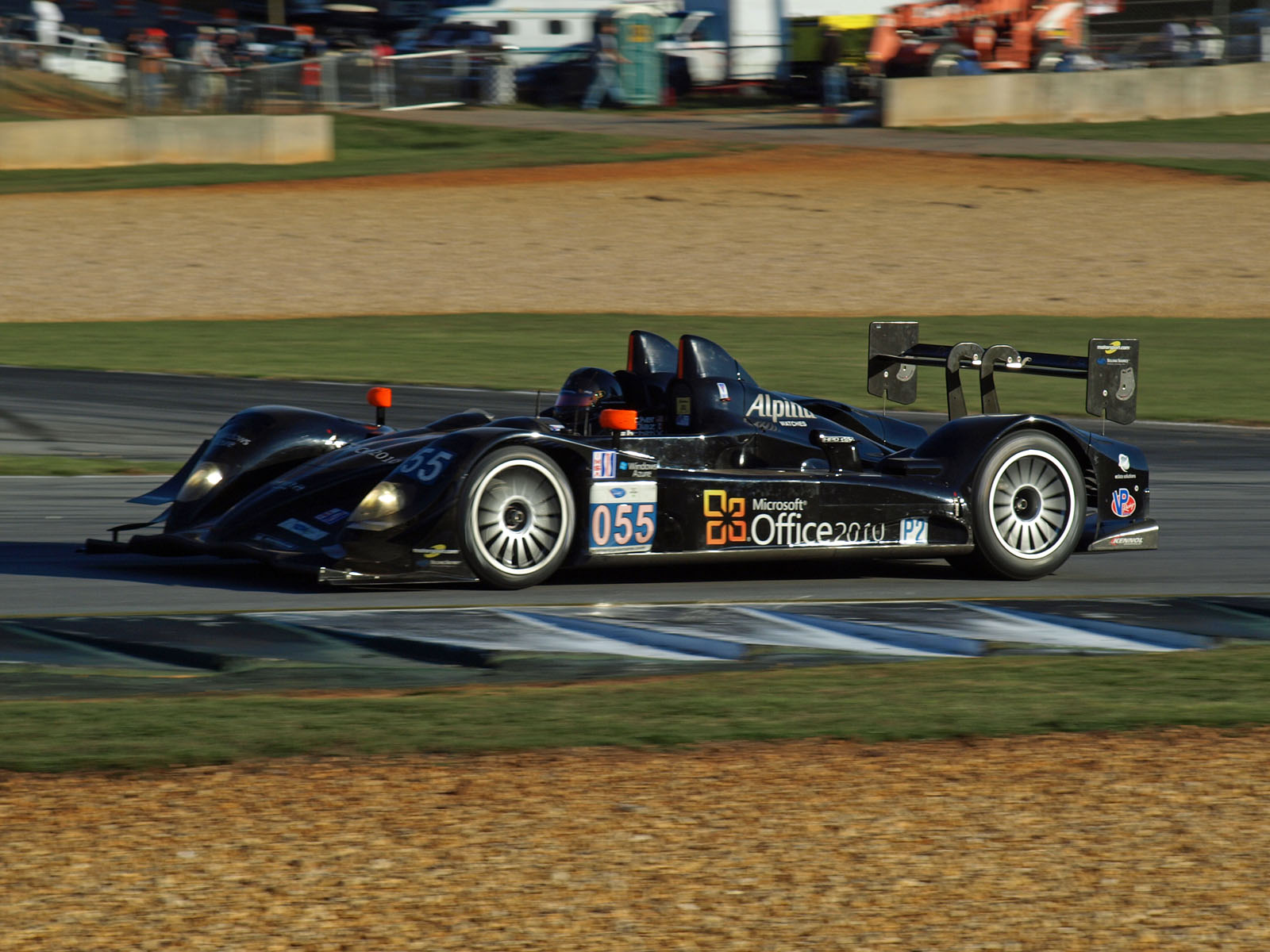
...und im HPD ARX-01g beim Petit Le Mans 2011

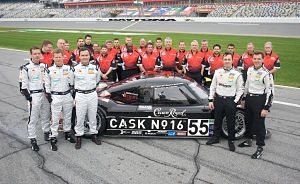
Das Level-5-Motorsports-Team rund um Scott Tucker vor dem 24-Stunden-Rennen von Daytona 2010

Scott Tucker (* 5. Mai 1962 in Kansas City) ist ein US-amerikanischer Unternehmer, ehemaliger Autorennfahrer sowie Rennstallbesitzer und wegen Betrugs verurteilter Straftäter.

## Unternehmer
Scott Tucker wuchs in Kansas City auf, wo er nach der Schulzeit Betriebswirtschaftslehre mit Abschluss an der Kansas State University studierte. Während seine Heimatstadt die größte Stadt des US-Bundesstaates Missouri ist, liegt die von ihm besuchte Universität in Manhattan und damit im Bundesstaat Kansas.
Nach dem Studium gründete Tucker mehrere Unternehmen, die sich vor allem mit Online-Privatkrediten und kurzfristigen Finanzierungen für Firmen mit schwacher Bonität beschäftigten. Diese Unternehmen brachten dem Vater zweier Töchter ein rasch wachsendes finanzielles Vermögen, aber auch massive Probleme mit der US-amerikanischen Justiz ein. Schon 1991 wurde er wegen Betrugs und Urkundenfälschung gegenüber einer Bank zu einer Haftstrafe von einem Jahr verurteilt, die er im Bundesgefängnis Leavenworth absaß.
Im April 2012 bekam er erste Schwierigkeiten mit der Federal Trade Commission, die ihm illegale Geschäftspraktiken seines Unternehmens AMG Services Incorporation vorwarf, für eine Klage allerdings zu wenig Beweise hatte. Im Mai 2014 kam es zur Anklage. Staatsanwalt Preet Bharara warf ihm Betrug, Geldwäsche und Erpressung vor. Dazu kam der Vorwurf der Wucherei bei seinen Krediten. Mit den Gewinnen aus seinen Geschäften hatte er unter anderem den Rennbetrieb seines Rennstalls Level 5 Motorsports, einen Learjet, ein 8-Millionen-US-Dollar teures Ferienhaus in Colorado, fünf Ferraris und einen Porsche finanziert.
Im Januar 2015 einigte sich Tucker mit der Commission über eine erste Strafzahlung von 21 Millionen US-Dollar. Alle Vorwürfe waren dadurch jedoch nicht beseitigt. Durch die Zahlungen und zahlreiche Beschlagnahmungen kamen sowohl der Rennbetrieb des Rennstalls als auch die Karriere als Rennfahrer vollständig zum Erliegen.
Im Januar 2018 wurde Scott Tucker wegen seiner illegalen Kreditpraktiken von einer Richterin an einem Bezirksgericht in New York City nach einem fünfwöchigen Schwurgerichtsverfahren zu einer Haftstrafe von 16 Jahren und acht Monaten verurteilt.

## Karriere als Rennfahrer
Scott Tucker begann spät mit dem Motorsport. Als er 2006 in den US-amerikanischen Ableger der Ferrari Challenge einstieg, war er bereits 44 Jahre alt. Sein erstes Rennen überhaupt bestritt er auf dem Homestead-Miami Speedway; das beste Endergebnis in seiner ersten Rennsaison war der fünfte Endrag beim Wertungslauf auf dem Portland International Raceway. In den folgenden Jahren entwickelte er sich zu einem der erfolgreichsten US-amerikanischen Fahrern dieser Markenformel. 2007 gewann er auf dem Sonoma Raceway seinen ersten Wertungslauf und ein Jahr später schon sechs von 13 Meisterschaftsläufen. Die Meisterschaft dieses Jahres beendete er als Vizemeister. 2009 sicherte er sich mit neun Rennsiegen die Meisterschaft.
2007 und 2008 war er auch bei einigen Rennen der Grand-Am Sports Car Series gemeldet. Seinen ersten Auftritt hatte er beim 400-km-Rennen von Homestead, dem dritten Saisonlauf 2007. Mit Partner Ed Zabinski erreichte er im Porsche 997 GT3 Cup den 25. Gesamtrang. 2009 schaffte er gemeinsam mit seinem französischen Teamkollegen Christophe Bouchut beim 250-Meilen-Rennen von Watkins Glen mit dem dritten Gesamtrang sein erstes Podium der ersten Drei im Sportwagensport.
2010 kam zu Rennen in der Grand-Am Sports Car Series auch eine komplette Saison in der American Le Mans Series hinzu, wo er mit einem Oreca FLM09 in der neu geschaffenen LMPC-Klasse an den Start ging. 2010 gab er auch sein Debüt beim 24-Stunden-Rennen von Le Mans. Mit viel Sponsorgeld kaufte er sich in das Team von Colin Kolles ein. Der in Rumänien geborene Deutsche setzte 2009 und 2010 jeweils zwei Audi R10 TDI in Le Mans ein. Tucker fuhr Fahrgestell T201 und erhielt damit gleich bei seinem ersten Einsatz bei diesem 24-Stunden-Rennen den Vorzug ein LMP1-Spitzenfahrzeug zu pilotieren. Dieser Wagen wurde vor der Übernahme durch Kolles von Joest Racing in der American- und European Le Mans Series gefahren. Tom Kristensen, Rinaldo Capello und Allan McNish erreichten mit dem Wagen 2008 den dritten Rang beim 12-Stunden-Rennen von Sebring. In Le Mans 2009 wurde das Fahrzeug von Charles Zwolsman junior und André Lotterer an die siebte Stelle der Gesamtwertung gefahren. 2010 waren Bouchut und dessen Landsmann Manuel Rodrigues Tuckers Teamkollegen. Ursprünglich war der Niederländer Christijan Albers auf Fahrgestell T201 gemeldet, der im Rennen jedoch den zweiten Wagen des Teams pilotierte. Im Rennen fielen Tucker nach einem Unfall seinerseits vorzeitig aus. In der American Le Mans Series sicherte er sich 2010 Ende des Jahres den Gesamtsieg in der LMPC-Klasse.
2011 konnte Tucker auf mehrere Rennfahrzeuge zurückgreifen, die er für seine Rennmannschaft erworben hatte. Dadurch konnte er in den Le Mans Series und im Intercontinental Le Mans Cup zwischen den Modellen wählen. In Le Mans 2011 erreichte er seine erste Zielankunft. Mit Stamm-Copiloten Bouchut und dem Portugiesen João Barbosa kam er im Lola B08/60 als Gesamtzehnter ins Ziel. Hinter Karim Ojjeh, Olivier Lombard und Tom Kimber-Smith im Zytek Z11SN, sowie Soheil Ayari, Franck Mailleux und Lucas Ordoñez im Oreca 03 war dies der dritte Rang in der LMP2-Klasse. In der American Le Mans Series sicherte sich Ende des Jahres die Gesamtwertung der LMP2-Klasse. Den Titel teilte er sich mit Teamkollegen Bouchut.
Die folgenden beiden Jahre waren von einem umfassenden Rennprogramm geprägt. Vom Frühjahr weg bis weit in den Herbst war er fast jedes Wochenende bei einem Sportwagenrennen engagiert. 2012 holte er sich die Gesamtwertung der SCCA-National-Championship und erneut die LMP2-Klasse der American Le Mans Series. Diesen Erfolg konnte er 2013 wiederholen.
Neben Le Mans war er auch bei den beiden bekannten US-amerikanischen Langstreckenrennen, dem 12-Stunden-Rennen von Sebring und dem 24-Stunden-Rennen von Daytona engagiert. In Sebring war seine beste Platzierung im Schlussklassement der vierte Rang 2012; in Daytona war er 2010 als Dritter am Podium.

## Level 5 Motorsports
2006 gründete Tucker ein Rennteam. Level 5 Motorsports würde bis zum Ende des Jahres 2013 zu einem der erfolgreichsten US-amerikanischen Sportwagenteam dieser Epoche und diente als Einsatzplattform für die Fahreraktivitäten Tucker’s. Finanziert wurden die Einsätze aus den Gewinnen, die der US-Amerikaner mit seinen Unternehmen machte. Durch die Probleme des Eigners mit der Justiz kam der Rennbetrieb zum Erliegen.

## Statistik

### Le-Mans-Ergebnisse
| Jahr | Team                | Fahrzeug     | Teamkollege      | Teamkollege        | Platzierung     | Ausfallgrund |
| ---- | ------------------- | ------------ | ---------------- | ------------------ | --------------- | ------------ |
| 2010 | Kolles              | Audi R10 TDI | Manuel Rodrigues | Christophe Bouchut | Ausfall         | Unfall       |
| 2011 | Level 5 Motorsports | Lola B08/60  | João Barbosa     | Christophe Bouchut | Rang 10         |              |
| 2012 | Level 5 Motorsports | HPD ARX-03b  | Luis Díaz        | Christophe Bouchut | Ausfall         | kein Benzin  |
| 2013 | Level 5 Motorsports | HPD ARX-03b  | Ryan Briscoe     | Marino Franchitti  | nicht klassiert |              |

### Sebring-Ergebnisse
| Jahr | Team                | Fahrzeug    | Teamkollege  | Teamkollege        | Platzierung             | Ausfallgrund |
| ---- | ------------------- | ----------- | ------------ | ------------------ | ----------------------- | ------------ |
| 2010 | Level 5 Motorsports | Oreca FLM09 | Mark Wilkins | Christophe Bouchut | Rang 10 und Klassensieg |              |
| 2011 | Level 5 Motorsports | Lola B11/80 | João Barbosa | Christophe Bouchut | Rang 33                 |              |
| 2012 | Level 5 Motorsports | HPD ARX-03b | João Barbosa | Christophe Bouchut | Rang 4                  |              |
| 2013 | Level 5 Motorsports | HPD ARX-03b | Ryan Briscoe | Marino Franchitti  | Rang 6 und Klassensieg  |              |

### Einzelergebnisse in der FIA-Langstrecken-Weltmeisterschaft
| Saison | Team                | Rennwagen   | 1   | 2   | 3   | 4   | 5   | 6   | 7   | 8   |
| ------ | ------------------- | ----------- | --- | --- | --- | --- | --- | --- | --- | --- |
| 2012   | Level 5 Motorsports | HPD ARX-03b | SEB | SPA | LEM | SIL | SAO | BAH | FUJ | SHA |
| 2012   | Level 5 Motorsports | HPD ARX-03b | 4   |     | DNF |     |     |     |     |     |
| 2013   | Level 5 Motorsports | HPD ARX-03b | SIL | SPA | LEM | SAO | AUS | FUJ | SHA | BAH |
| 2013   | Level 5 Motorsports | HPD ARX-03b | DNF |     |     |     |     |     |     |     |